# سیارک ۱۷۱۶۳
سیارک ۱۷۱۶۳ (به انگلیسی: 17163 Vasifedoseev، نامگذاری:1999LT19) هفده هزار و صد و شصت و سومین سیارک کشف شده‌است که در ۹ ژوئن ۱۹۹۹ کشف شد.
قدر مطلق سیارک برابر ۲۰.۴ است.